# Mơ (cây)

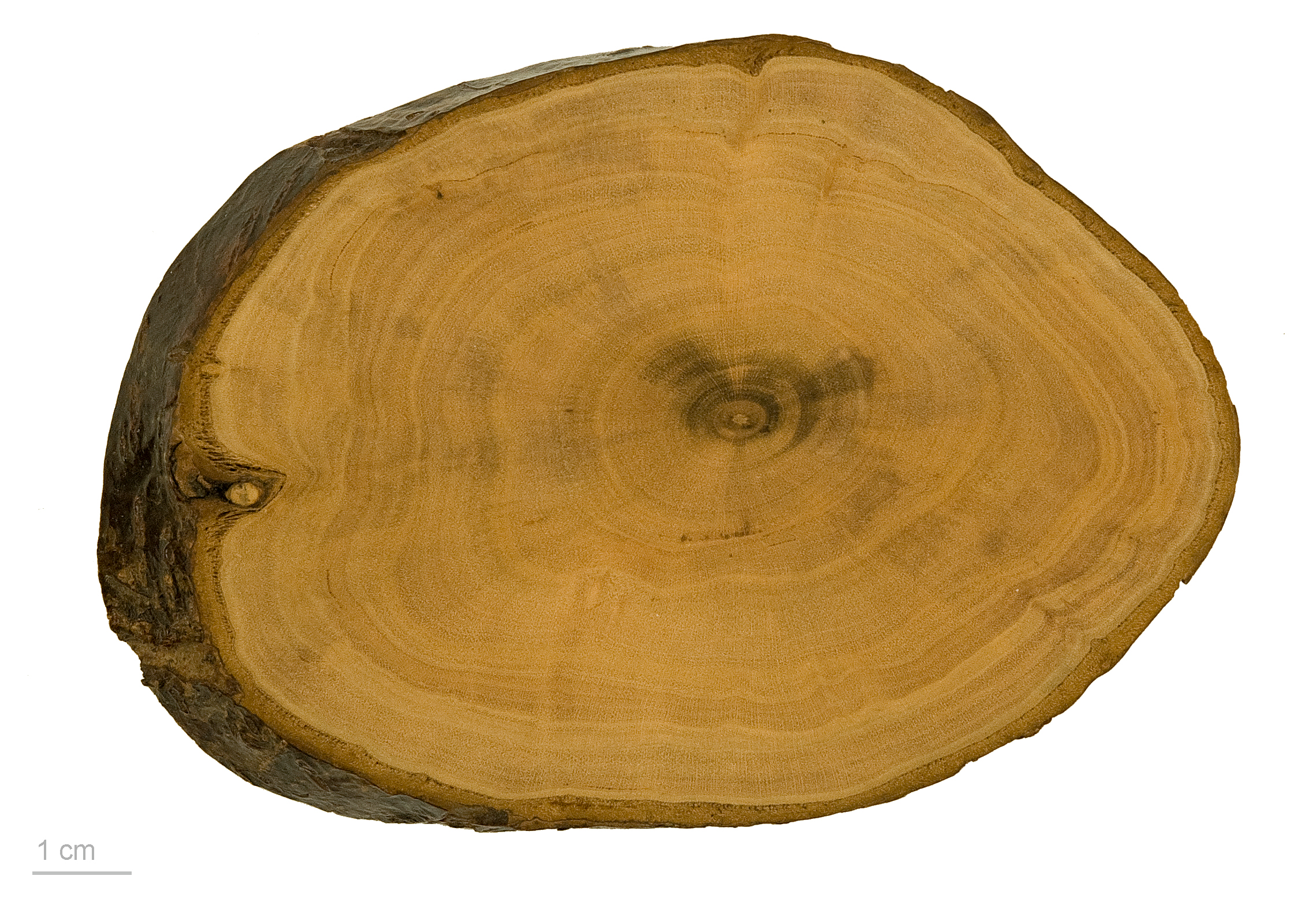
Prunus mume - Тулузький музей

Mơ, mơ ta, mơ Đông Á, mơ mai hay mai (danh pháp hai phần: Prunus mume) là một loài thuộc chi Mận mơ (Prunus) có nguồn gốc châu Á thuộc họ Hoa hồng (Rosaceae). Tiếng Nhật gọi mơ là ume (kanji: 梅 - mai; hiragana: うめ), tiếng Triều Tiên là maesil (hangul: 매실; hanja:梅實 - mai thực) và tiếng Trung là méi (梅: mai) hay méizi (梅子: mai tử), Trong các ngôn ngữ Phương Tây, loài này thường được gọi là hạnh Nhật Bản (apricot: hạnh, còn gọi mơ tây/mơ châu Âu, tiếng Anh: Japanese apricot; tiếng Đức: Japanische aprikose; tiếng Pháp: Abricotier du Japon). Loài cây này có nguồn gốc từ miền Nam Trung Quốc (lưu vực sông Dương Tử), sau này lan sang Nhật Bản, Triều Tiên và Việt Nam. Nó được trồng để lấy quả và hoa. Mơ ta là loài cận chủng với mơ tây (Apricot - Prunus armeniaca), có hình dáng bề ngoài của cây, lá, hoa, quả tương tự nhau, vì vậy cần phân biệt 2 loài cây này. Ngoài ra cũng không nhầm lẫn với các loài khác cũng có tên gọi là mai (ví dụ mai vàng Ochna integerrima) hay mơ (ví dụ mơ tam thể Paederia lanuginosa).
Loài mơ này ra hoa vào cuối mùa đông-đầu mùa xuân, thông thường là cuối tháng 1 hay đầu tháng 2 ở khu vực Đông Á, trước khi ra lá. Mỗi hoa có 5 cánh với đường kính khoảng 1–3 cm. Thông thường hoa có màu trắng, mặc dù một số giống cây trồng có thể có hoa màu hồng hay đỏ sẫm. Lá xuất hiện gần như ngay sau khi các cánh hoa rụng. Các lá hình ô van nhọn mũi. Quả chín vào đầu mùa hè, thông thường khoảng tháng 6 ở Đông Á. Tại Trung Quốc, mùa quả chín trùng với mùa mưa tại khu vực Giang Nam, nên người ta gọi giai đoạn này là "mai vũ" (梅雨), còn trong tiếng Nhật gọi là baiyu hay tsuyu. Các quả tròn với đường xoi chạy từ cuống tới chóp quả. Vỏ quả có màu xanh lục khi chưa chín và trở thành màu vàng (đôi khi hơi đỏ) khi chín. Cùi thịt có màu vàng.

## Các giống mơ

### Việt Nam
Ở Việt Nam, mơ mọc nhiều ở vùng Tây Bắc (Sơn La, Điện Biên, Lai Châu, Lào Cai) và vùng rừng núi quanh chùa Hương Tích (Mỹ Đức, Hà Nội). Song người ta còn thấy chúng xuất hiện ở nhiều nơi khác ở miền Bắc Việt Nam. Mơ ở Việt Nam có nhiều loại. Về đặc điểm hoa, loại hoa trắng (bạch mai) thường phổ biến hơn loại hoa đỏ (hồng mai). Về đặc điểm quả, mơ được chia thành nhiều loại như: mơ đào, mơ nứa, mơ bồ hóng, mơ chấm son, mơ Vân Nam... Ở làng Đông Mỹ (Thanh Trì, Hà Nội) có giống mơ hoa và quả thường kết từng đôi gọi là Song Mai.

### Nhật Bản

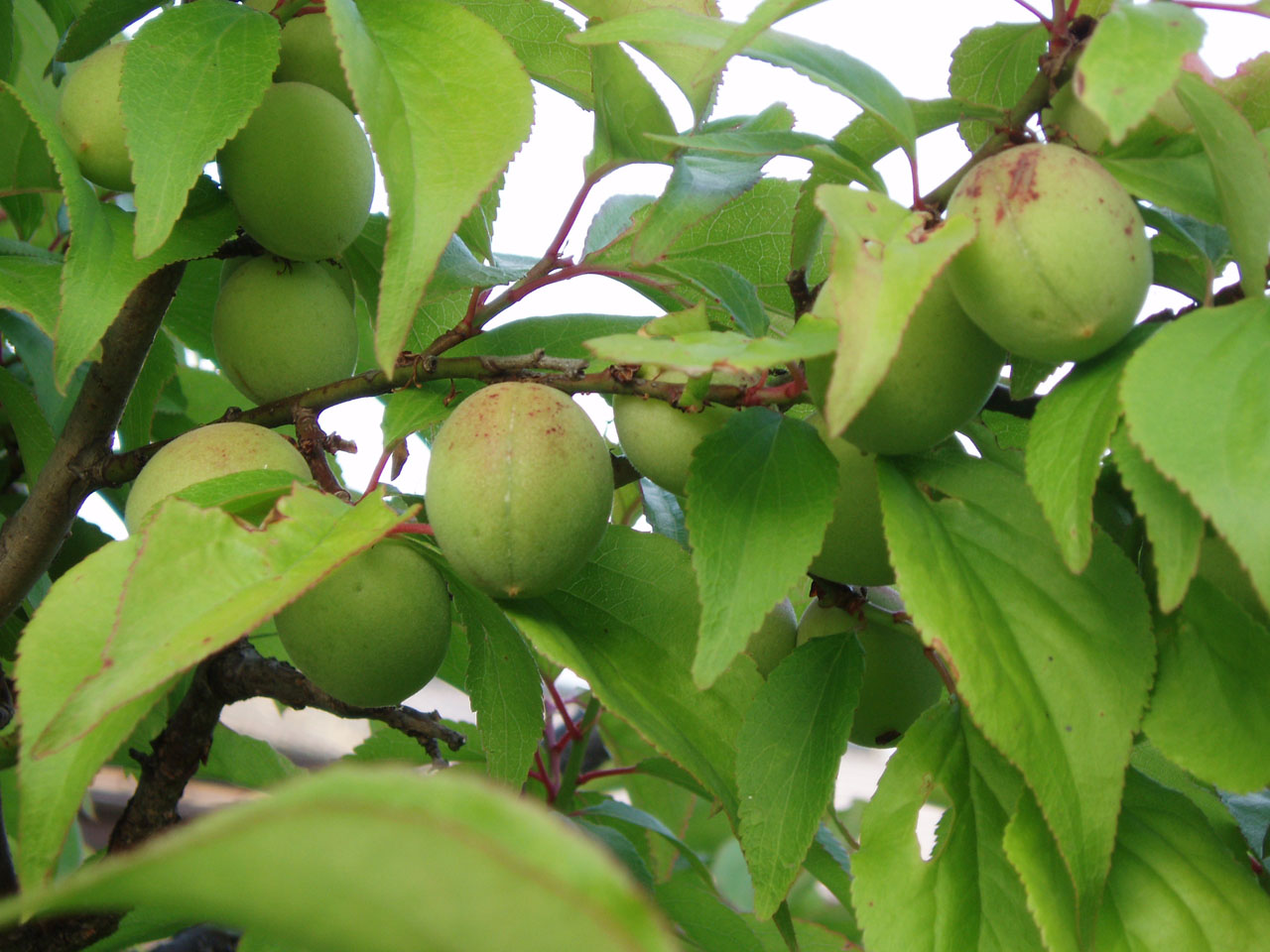
Các quả mơ còn xanh

Tại Nhật Bản, các giống mơ cảnh được phân loại thành các kiểu yabai (nghĩa là "mơ dại"), hibai ("mơ đỏ") và bungo ("tỉnh Bungo"). Kiểu bungo cũng được trồng để lấy quả và có lẽ là loại cây lai ghép giữa mơ ta và mơ Armenia. Kiểu hibai có gỗ lõi màu đỏ và phần lớn có hoa màu đỏ. Kiểu yabai còn được sử dụng cho mục đích làm gốc ghép trong trồng trọt.

### Trung Quốc
Tại Trung Quốc có trên 300 giống cây trồng được công nhận cho loài mơ này, chúng có thể được phân chia theo màu sắc thành các kiểu trắng, hồng, đỏ, tía, lục nhạt. Một vài thứ khá nổi tiếng vì các giá trị làm cây cảnh của chúng, ví dụ như 大红梅: ("đại hồng mai"), Taige mei, Zhaoshui mei ("Chiếu thủy mai"), Lü'e mei ("Lục ngạc mai"), 龙游梅: ("Long du mai").
Do mai có thể sinh tồn trong một thời gian dài nên có rất nhiều cây mai cổ thụ ở khắp Trung Quốc. Tại huyện Hoàng Mai, tỉnh Hồ Bắc có cây mai 1.600 năm tuổi, có từ thời nhà Tấn (265–420) và hiện nay vẫn còn ra hoa mỗi năm.
Người Trung Quốc phân loại mơ theo nhiều tiêu chí khác nhau. Theo trạng thái sinh trưởng thì có dã mai và gia mai, theo công dụng có thực dụng mai và thưởng dụng mai. Theo phả hệ loài có chân mai (mai thật sự) và hạnh mai (các dạng lai ghép với cây hạnh). Theo kiểu cành có trực chi mai (mơ cành thẳng), thùy chi mai (mơ cành rủ) và long du mai (mơ rồng lượn).

## Sử dụng

### Ẩm thực

#### Nước quả
Nước ép từ quả mơ được rút ra bằng cách ngâm nó với đường. Tại Trung Quốc, nước quả mơ chua (酸梅汤: toan mai thang)ảnh Lưu trữ ngày 2 tháng 12 năm 2007 tại Wayback Machine được làm từ mơ hun khói (乌梅: ô mai tức mơ sẫm màu). Nó có màu từ cam ánh hồng nhạt tới đen ánh tía và thường có vị hơi mặn và hơi khói. Theo truyền thống nó được tăng thêm hương vị bằng hoa mộc tê (Osmanthus fragrans), và được uống ở dạng lạnh trong mùa hè. Nước quả sản xuất tại Nhật Bản và Triều Tiên, làm từ quả mơ còn xanh, có vị ngọt và hương thơm, được coi là đồ uống giải khát trong mùa hè. Tại Triều Tiên, nước quả maesil, được tiếp thị như là loại đồ uống bổ dưỡng, ngày càng trở nên phổ biến. Nó được sản xuất ở quy mô công nghiệp dưới dạng xi rô đậm đặc có vị ngọt chứa trong các bình thủy tinh; được hoàn nguyên để dùng bằng cách khuấy một chút xi rô trong cốc nước. Xi rô này cũng có thể làm tại gia bằng cách lưu trữ một phần maesil tươi trong bình chứa với một phần đường (nhưng không có nước). Tương tự ở Trung Quốc, Nhật Bản và Triều Tiên, nước xi rô làm từ mơ ngâm đường là thứ đồ uống khá thông dụng trong mùa hè ở miền Bắc Việt Nam.

#### Rượu mùi

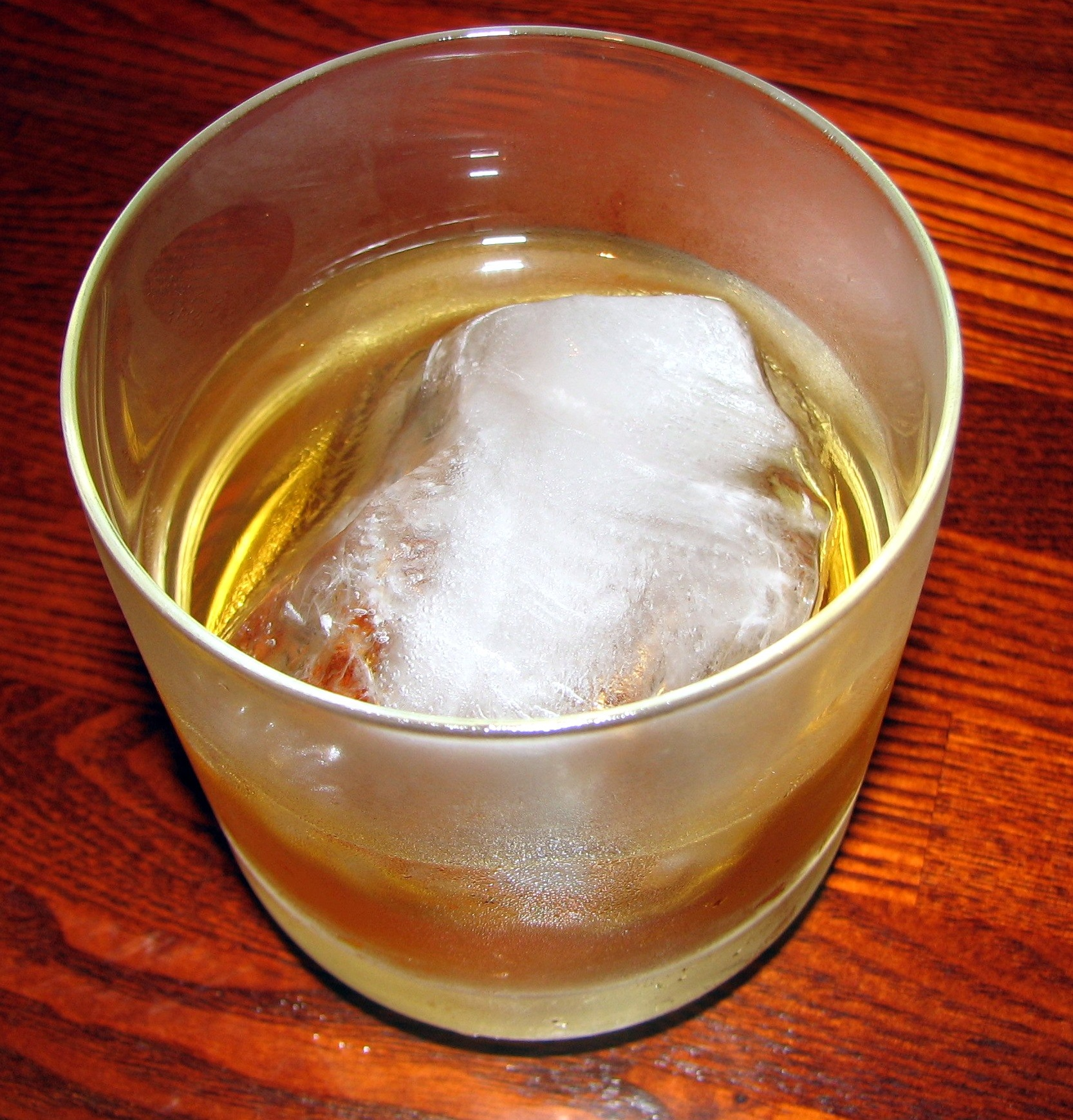
Một cốc umeshu (mai tửu) pha đá

Rượu mơ, hay vang mơ, khá phổ biến tại Nhật Bản và Triều Tiên, cũng được sản xuất tại Trung Quốc. Umeshu (梅酒,: mai tửu) tức là rượu mơ, đôi khi gọi là "vang mơ") là một loại đồ uống chứa cồn của người Nhật được làm bằng cách ngâm các quả mơ còn xanh vào trong shōchū (燒酎, thiêu trữu: rượu shochu- một dạng rượu gạo của Nhật Bản).photo Lưu trữ ngày 2 tháng 12 năm 2007 tại Wayback Machine Sau khi ngâm nó có vị ngọt và êm. Hương vị của umeshu có thể hấp dẫn cả những người mà thông thường không thích uống rượu. Loại rượu mùi tương tự ở Triều Tiên, gọi là maesil ju (매실주: Mai thực tửu), được tiếp thị dưới nhiều tên gọi thương phẩm khác nhau như Mae Hwa Su, Mae Chui Soon, Seol Joong Mae. Các dạng rượu mơ của Nhật Bản và Triều Tiên đều có loại chứa nguyên quả mơ trong chai.photo Lưu trữ ngày 21 tháng 10 năm 2007 tại Wayback Machine
Tại Trung Quốc, rượu mơ được gọi là 梅酒 (mai tửu). Nó có màu đỏ.
Tại Việt Nam có một số loại rượu mùi khá nổi tiếng làm từ quả mơ như: Rượu mơ Núi Tản, Rượu mơ Yên Tử, Rượu mơ Hương Tích...
Tại Đài Loan, sự cách tân phổ biến theo phong cách Nhật Bản của umeshu kể từ sau Đại chiến thế giới lần thứ hai là ô mai tửu (烏梅酒), được sản xuất bằng cách trộn mai tửu (梅酒), lý tửu (李酒: tức rượu mận) với rượu từ trà ô long.

#### Mơ muối và mứt mơ

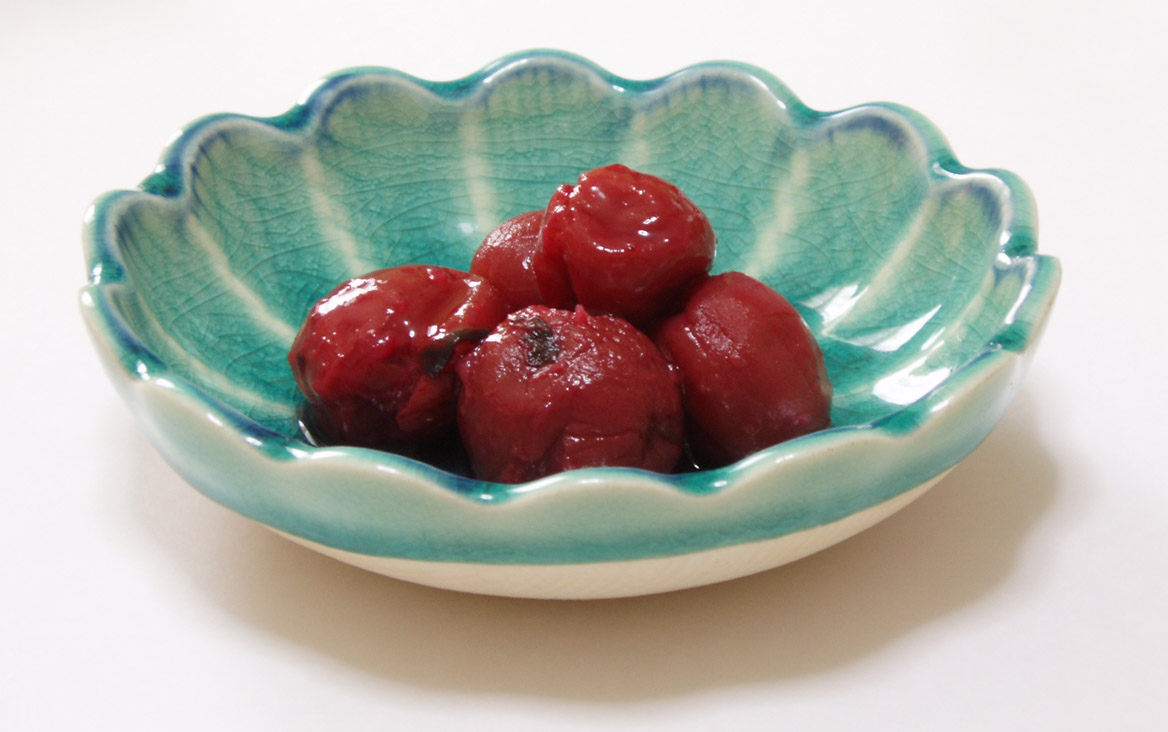
Umeboshi

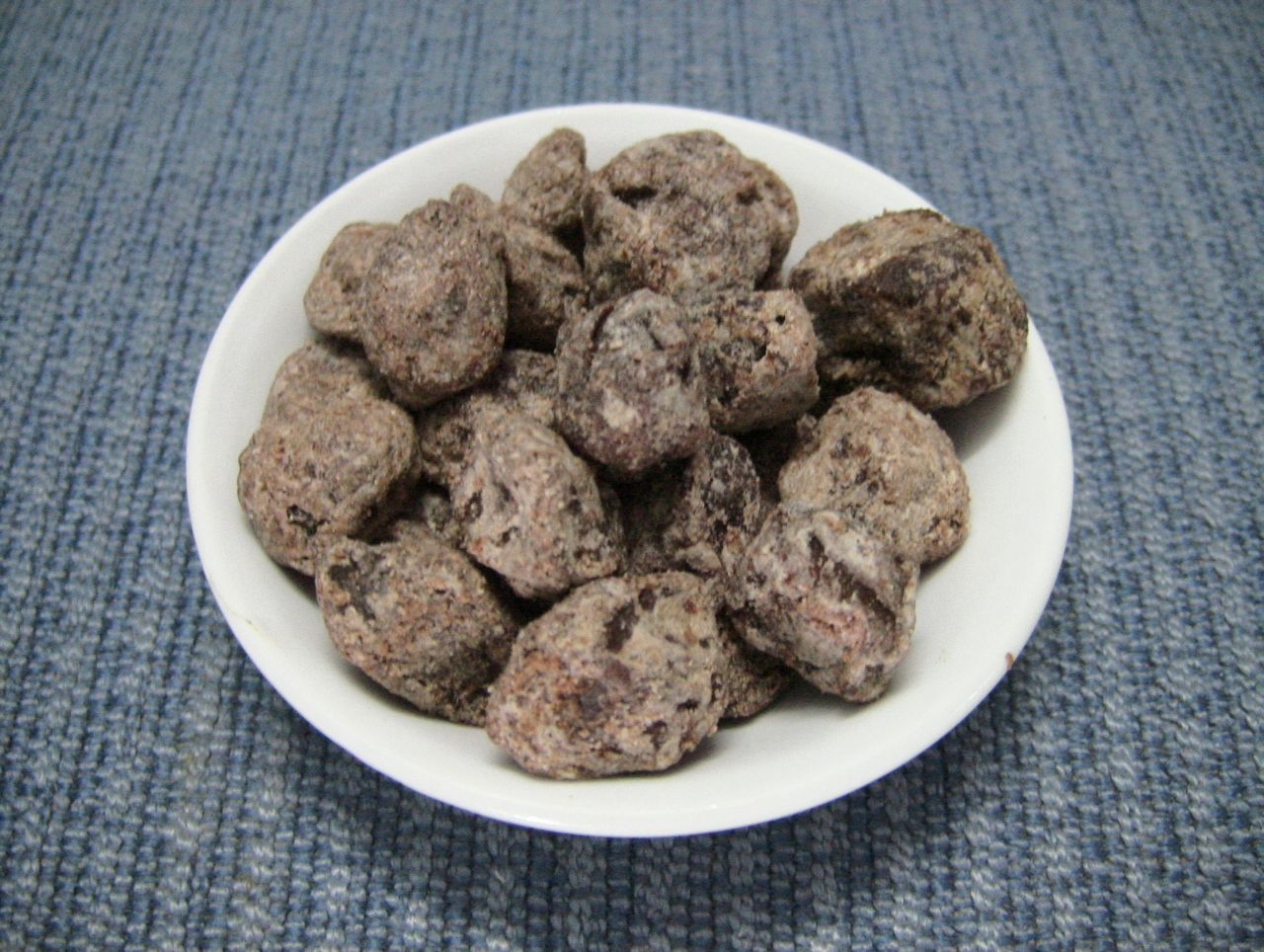
Ô mai Việt Nam

Umeboshi (梅干), hay mơ muối (mơ ngâm), là một đặc sản của người Nhật. Được tạo hương vị bằng muối với lá shiso (tía tô, Perilla spp.), nó có vị khá chua và mặn, và vì thế chỉ nên ăn một cách vừa đủ. Umeboshi nói chung được ăn cùng cơm như là một phần của bento (弁当 hay べんとう), mặc dù nó có thể dùng trong makizushi. Makizushi chế biến cùng mơ có thể làm từ umeboshi hay bột nhão umeboshi, thông thường cùng với lá tía tô xanh. Phụ phẩm trong sản xuất umeboshi là dấm umeboshi, một loại gia vị có vị chua và mặn. Trong ẩm thực Trung Hoa, mơ ngâm dấm và muối gọi là toan mai tử (酸梅子), và nó có vị chua và mặn tương tự như umeboshi.
Thoại mai (话梅, huàméi), là tên gọi để chỉ chung một số loại thực phẩm của người Trung Quốc trong đó có mơ ngâm với đường, muối và một số loại thảo dược khác như cam thảo.photo Nói chung có hai dạng thoại mai: dạng khô và dạng ướt (ngâm dầm). Tuy nhiên, hương vị và cách chế biến thì có sự khác biệt lớn giữa các khu vực.
Trong ẩm thực Việt Nam, dạng mơ khô tương tự như vậy gọi là ô mai hay xí muội.photo Lưu trữ ngày 2 tháng 12 năm 2007 tại Wayback Machine, một món mà thanh thiếu niên rất thích, đặc biệt là nữ giới. Có lẽ ô mai gắn liền với thiếu nữ nên có nhà văn đặt ra cụm từ "tuổi ô mai" để chỉ những cô gái mới lớn. Còn từ "xí muội" có nguồn gốc từ cách phát âm trong tiếng Quảng Đông của từ "toan mai" (mơ chua).

#### Nước chấm
Một loại nước chấm đậm đặc và ngọt của người Trung Quốc gọi là mai tương (梅酱) hay mai tử tương (梅子酱)photo được làm từ mơ, cùng với các thành phần khác như đường, dấm, muối, gừng, ớt, tỏi. Tương tự như toan mai tương (酸梅醬), nó cũng được dùng như là gia vị cho nhiều món ăn của người Trung Quốc, bao gồm các món từ thịt gia cầm và món 蛋卷 (đản quyển tức trứng cuốn).

### Y học
Trong y học cổ truyền Trung Hoa, quả hun khói, gọi là ô mai (乌梅), được dùng cho một số mục đích y học. Nói chung nó có màu đen, được coi là có hiệu quả trong chống các dạng ký sinh, cũng như có tác dụng chống loét và cải thiện hệ thống tiêu hóa và tim mạch.

## Ý nghĩa văn hóa
Hoa mai được yêu quý và tôn vinh ở Trung Quốc và Đông Á (Việt Nam, Nhật Bản và Hàn Quốc) nói chung. Trong văn hóa truyền thống Trung Quốc, Mai hoa là biểu tượng của mùa đông, hoặc là tín hiệu sớm để báo hiệu mùa xuân. Hoa mơ có một đặc tính nổi bật là nở vào cuối đông, gần như sớm nhất trong các loại hoa, giữa thời tiết giá lạnh, có thể có băng giá hay tuyết rơi. Do vậy, mai cùng với hai loài cây không rụng lá vào mùa đông là tùng và trúc được gọi là Tuế hàn tam hữu (岁寒三友; nghĩa là ba người bạn của giá lạnh).
Mai cũng được đánh giá cao bởi dáng cây khẳng khiu nhưng cứng cáp, mùi hương nhẹ nhàng và vẻ đẹp của hoa, đặc biệt mai hoa màu trắng được coi như biểu tượng của sự tao nhã, thanh khiết. Hình ảnh mai hoa nở giữa tuyết trắng trong khi các loài cây khác đang khô héo vì giá lạnh được các nhà Nho nhìn nhận như biểu tượng của khí phách kiên cường trước nghịch cảnh. Hình ảnh mai hoa nở sớm báo tin mùa xuân đến cũng tượng trưng cho niềm hy vọng.
Trong bài thơ Tảo mai (Mai nở sớm), nhà thơ Tề Kỷ nhà Đường miêu tả:
| 萬木凍欲折 孤根暖獨迴 前村深雪裏 昨夜一枝開 | Vạn mộc đống dục chiết Cô căn noãn độc hồi Tiền thôn thâm tuyết lý Tạc dạ nhất chi khai | Muôn cây đông cứng như muốn gãy Chỉ một gốc (mai) lẻ loi đón được hơi ấm đang về Ở thôn phía trước, trong tuyết rơi dày đặc Đêm qua đã nở một bông |

Bên cạnh đó, hoa mai là một trong Tứ quân tử (四君子) tại Trung Quốc (cùng lan, cúc, và trúc) và chúng là biểu tượng của sự cao quý, hào hiệp. Bốn loại hoa này cũng xuất hiện trên bộ quân bài của trò chơi Ma tước (麻雀). Ngoài ra, nó còn xuất hiện trong bộ tùng, cúc, trúc, mai với ý nghĩa tương tự như của bộ lan, trúc, cúc, mai. Hoa mai là loại hoa biểu tượng của thành phố Nam Kinh. Năm 1964, Hành chính viện của Trung Hoa dân quốc đã phê chuẩn hoa mai 5 cánh làm quốc hoa của quốc gia này. Nó cũng là biểu tượng của China Airlines, hãng hàng không quốc gia của Trung Hoa dân quốc (Đài Loan). Hoa mai cũng xuất hiện trên Tân Đài tệ và các biểu tượng quốc gia khác của Đài Loan. Ở Trung Hoa đại lục loài hoa này có trên nhân dân tệ và một số biểu tượng quan trọng khác.
Giá trị biểu tượng của hoa mai trong văn chương Trung Quốc đã ảnh hưởng đến các nước đồng văn như Nhật Bản, Triều Tiên và Việt Nam, trở thành hình ảnh ước lệ phổ biến trong văn chương vùng Đông Á. Hoa mai, tiếng Nhật gọi là Ume no hana, hay được đề cập tới trong thi ca Nhật Bản như là biểu tượng của mùa xuân do mai là loài hoa nở sớm nhất, tín hiệu để báo mùa xuân sắp đến. Khi sử dụng trong các thể loại như haiku (bài cú) hay renga (liên ca), nó là kigo (季語: quý ngữ) để chỉ đầu mùa xuân.
Nhà thơ Nhật Bản Matsuo Bashō có bài Haiku về hoa mai:
梅が香に追ひもどさるる寒さかな
Ume ga ka ni obimodosaruru samusa kana
Hương mai
hút người lại
lạnh
Hoa mai gắn liền với chích bụi (Cettia diphone), và chúng được vẽ cùng nhau như là một trong số 12 hoa trong hanafuda (trò chơi bài lá kiểu Nhật). Trong thời kỳ Nara (tức thời kỳ Nại Lương: 710-794), hoa mai được ưa chuộng hơn so với hoa sakura (anh đào), và hoa anh đào chỉ trở thành phổ biến sau thời kỳ Heian (tức thời kỳ Bình An (794-1185). Hiện nay Người Nhật thường tổ chức Lễ hội hoa mai vào khoảng tháng 2 hàng năm, trước Lễ hội hoa anh đào.
Tại Việt Nam, trong văn chương truyền thống, hoa mai cũng thường được coi là biểu tượng của mùa đông hoặc tín hiệu sớm của mùa xuân.
Đua chen Thu cúc Xuân đào
Lựu phun lửa Hạ, mai chào gió Đông.
(Bích câu kỳ ngộ - Khuyết danh)
Danh thần Nguyễn Trãi nhà Lê sơ, có một loạt 3 bài về hoa mai, trong đó có câu:
Bóng thưa ánh nước động người vay, 
Lịm đưa hương, một nguyệt hay. 
Huống lại bảng xuân sơ chiếm được
So tam hữu chẳng bằng mày !
(Đề Hoàng Ngự sử mai tuyết hiên)
Mặc dù mùa đông ở Việt Nam không đến mức khắc nghiệt và có nhiều băng tuyết như ở các nước Đông Á khác, hoa mai vẫn thường được nhắc đến trong văn chương như biểu tượng của khí phách kiên cường và niềm hy vọng, mai và tuyết cũng thường đi đôi với nhau tạo thành hình ảnh ước lệ của sự tao nhã, thanh cao. Mãn Giác, một thiền sư đời Lý trong bài kệ làm trước khi viên tịch đã nhắc đến một hình ảnh điển hình: Nhất chi mai (dịch là một cành mai, một đóa mai) trong thời điểm mà không còn loài hoa nào nở. Hình ảnh này được một số nhà phê bình Việt Nam cho rằng là biểu tượng của sự tuần hoàn tất yếu của sự vật, là tín hiệu phục sinh cho sự tàn lụi trước mắt.

## Từ nguyên

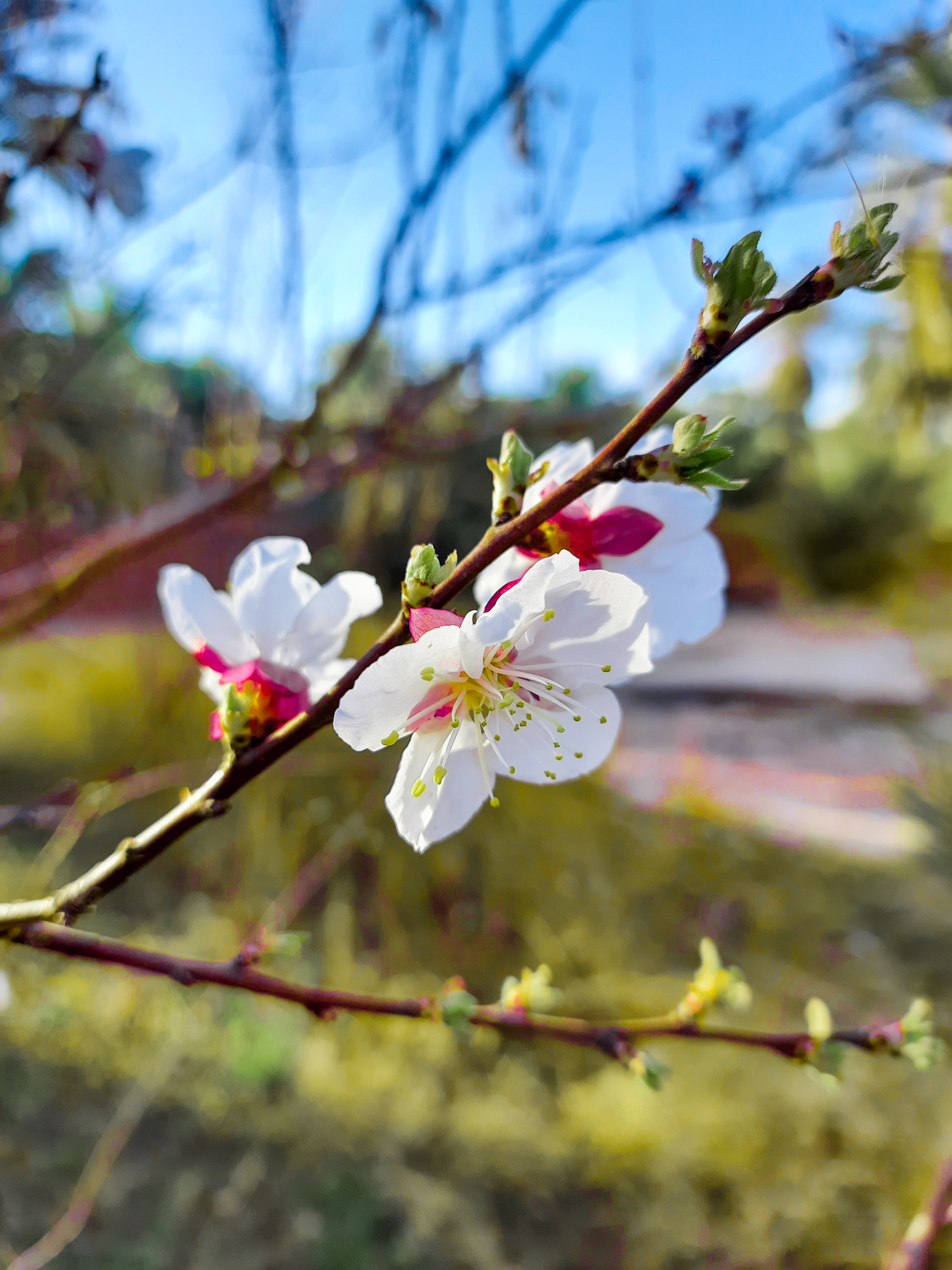
Mơ (cây)

Tên gọi khoa học (Prunus mume) bảo tồn cách phát âm cổ của người Nhật—có thể là nguyên bản—của "mme" (んめ), đã từng được viết là "mume" (むめ) do khi đó không có kana đặc biệt cho âm mũi đơn độc. Các từ ngữ Nhật Bản này, cũng như tên gọi trong tiếng Triều Tiên maesil (매실), có nguồn gốc từ cách phát âm của Hán ngữ Trung cổ cho ký tự 梅 (muəi).
Về tên gọi tại Việt Nam, có một số ý kiến cho rằng "mơ" là dạng âm Hán Việt cổ của "mai" (Nguyễn Tài Cẩn, An Chi Võ Thiện Hoa). Ở vùng phía Đông Nam kinh thành Thăng Long có vùng Kẻ Mơ (thuộc quận Hoàng Mai, TP Hà Nội ngày nay) xưa trồng nhiều mơ, địa danh Hán Việt của một số nơi tại đây đều có chữ Mai (梅) như Bạch Mai, Hồng Mai, Tương Mai, Hoàng Mai, Mai Động...Hán Việt Từ điển của Thiều Chửu giải nghĩa thứ nhất của từ Mai (梅) như sau: Cây mơ, đầu xuân đã nở hoa, có hai thứ trắng và đỏ. Thứ trắng gọi là lục ngạc mai (綠萼梅), nở hết hoa rồi mới nẩy lá, quả chua, chín thì sắc vàng. Kinh Thư có câu Nhược tác hòa canh, nhĩ duy diêm mai (若作和羹，爾惟鹽梅) (bằng nấu canh ăn, bui dùng muối mơ). Nay gọi quan Tể tướng là Điều mai (調梅) hay Hòa mai (和梅) là bởi ý đó. Kinh Thi có thơ Phiếu mai (摽梅) nói sự trai gái lấy nhau cập thời, nay gọi con gái sắp đi lấy chồng là bởi cớ đó. Theo truyền thống, chữ 梅 trong văn bản chữ Hán nếu dùng để chỉ hoa thường được dịch là "mai" còn dùng để chỉ quả thường được dịch là "mơ" (Ví dụ: Vọng mai chỉ khát – Trông mơ đỡ khát).
Tuy nhiên tại Việt Nam có một số ý kiến cho rằng tên khoa học của cây mơ ở miền Bắc Việt Nam không phải là Prunus mume, có nghĩa chúng không phải là cây mai (méi, ume, maesil) tại Trung Quốc, Nhật Bản và Triều Tiên. GS Đỗ Tất Lợi, trong cuốn Những cây thuốc và vị thuốc Việt Nam (Nhà xuất bản.KHKT, Hà Nội, 1986) ghi chú cây mơ Việt Nam có tên khoa học là Prunus armeniaca L., đây là loài cây phổ biến ở châu Âu (tiếng Anh: Apricot; tiếng Pháp: Abricotier) và một số nước vùng Cận Đông (đặc biệt là Thổ Nhĩ Kỳ), ngoài ra cũng được trồng ở Trung Quốc và Nhật Bản nhưng không phổ biến như Prunus mume. Tên Hán Việt của loài cây này là "hạnh" (杏) hay "hạnh tử" (杏子), có lá, hoa và quả rất giống Prunus mume. An Chi Võ Thiện Hoa, trên Tạp chí Kiến thức ngày nay số 540, căn cứ vào cuốn Những cây thuốc và vị thuốc Việt Nam cũng cho rằng cây mơ ở Việt Nam có tên khoa học là Prunus armeniaca, do đó tên Hán Việt phải là "hạnh" (杏) chứ không phải là "mai" (梅). Lương Y Đinh Công Bảy - Tổng thư ký hội dược liệu TP Hồ Chí Minh, trong bài "Tìm hiểu cành Mai trong bài kệ của Mãn Giác Thiền sư" đăng trên trang giacngo.vn, cho rằng đây là một sự nhầm lẫn: "Ở miền Bắc, có một loại cây mà người ta thường gọi là mai, nhưng thực ra đó là cây mơ (Prunus mume Sieb et Zucc.). Loại cây này có lá, quả rất giống cây hạnh (Prunus armenica L.) nên người Pháp gọi lầm cây mơ là abricotier (hạnh). Cây hạnh có hai loại: một trồng để ăn quả tươi và một trồng để ăn hạt (hạnh nhân) hoặc làm thuốc. Còn mơ được trồng làm cây cảnh vì có hoa đẹp (màu trắng, màu hồng hoặc hồng nhạt), hương thơm, có thể trồng để ăn quả tươi, chế nước uống giải khát, ngâm rượu, ướp muối phơi khô để làm ô mai" . Thực tế quả của hạnh (Apricot - Prunus armeniaca) có giá trị dinh dưỡng - y học và cách sử dụng khác quả của loài mơ (Japanese apricot - Prunus mume), chúng thường được dùng để ăn tươi, sấy khô hoặc lấy hạt dùng làm thuốc, Đông Y gọi là hạnh nhân. Hạt của loài hạnh ở một số nước Phương Tây được dùng làm thực phẩm tương tự như hạt cây hạnh đào (Prunus dulcis) hoặc được ép lấy dầu ăn, chúng có chứa chất Amygdalin, được cho rằng có tác đụng trong việc điều trị ung thư . Trong khi quả của loài mơ do có vị chua nên thường được chế biến thành các các loại xi rô, rượu mùi, quả xông khói (ô mai) quả muối (bạch mai, umeboshi...), trong Đông Y thường được sử dụng để điều trị bệnh ho, đau bụng giun, phong thấp nôn mửa...

## Xem thêm

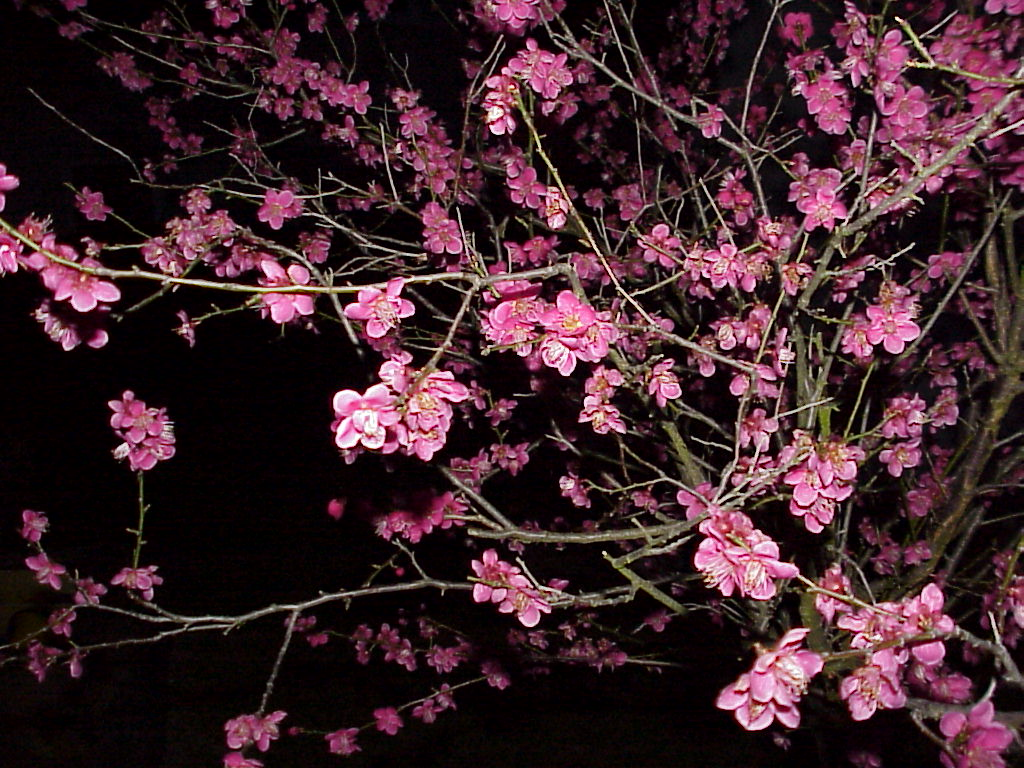
Cây mơ (Prunus mume) nở hoa